# 5 월드 트레이드 센터 (1970년~2001년)
5 월드 트레이드 센터(5 World Trade Center)는 미국 뉴욕주 뉴욕 시 맨해튼 구에 있던 세계 무역 센터의 부속 건물이다. 세계 무역 센터의 다섯번째 건물이었으며, 약칭으로 5 WTC이라는 별칭이 있었다, 지상 9층, 36m짜리 업무용 저층 빌딩으로 건설되었다. 2001년 9월 11일 9.11테러로 1, 2WTC가 붕괴되면서, 그 잔해서 5WTC를 덮치면서 반파되었다.

## 건물의 구성
파이브 월드 트레이드 센터는 지상 9층과 콩쿠르층(지하)로 구성된 36m의 업무용 건물로 내부는 사무공간과 치과, 쇼핑몰로 구성되었다.
자세한 층별 구성은 다음과 같다.
| 층수 | 입주 업체 |
| ---- | --- |
| 9    | 크레디트 스위스 퍼스트 보스턴, 로어맨해튼 문화위원회, 하워드 출판, 주 정부 위원회, 아메리칸 쉬퍼, 아워 플랜드 매그니트 연구소, 후난성 자원 & 기술 연구소 |
| 8    | 크레디트 스위스 퍼스트 보스턴, 뉴욕주 항소법원, 컨티넨탈 팔로잉                                                                                          |
| 7    | 크레디트 스위스 퍼스트 보스턴 |
| 6    | 모건 스탠리 |
| 5    | 모건 스탠리 |
| 4    | 모건 스탠리 |
| 3    | 세인트 빈센트 의사 협회, 세계 무역 센터 치과 |
| 2    | — |
| L    | JP모간 체이스, 페덱스, DHL |
| C    | 찰스 슈왑, 샘 구디, 퍼푸메리아 밀라노, 아메리칸 항공 |

## 역사

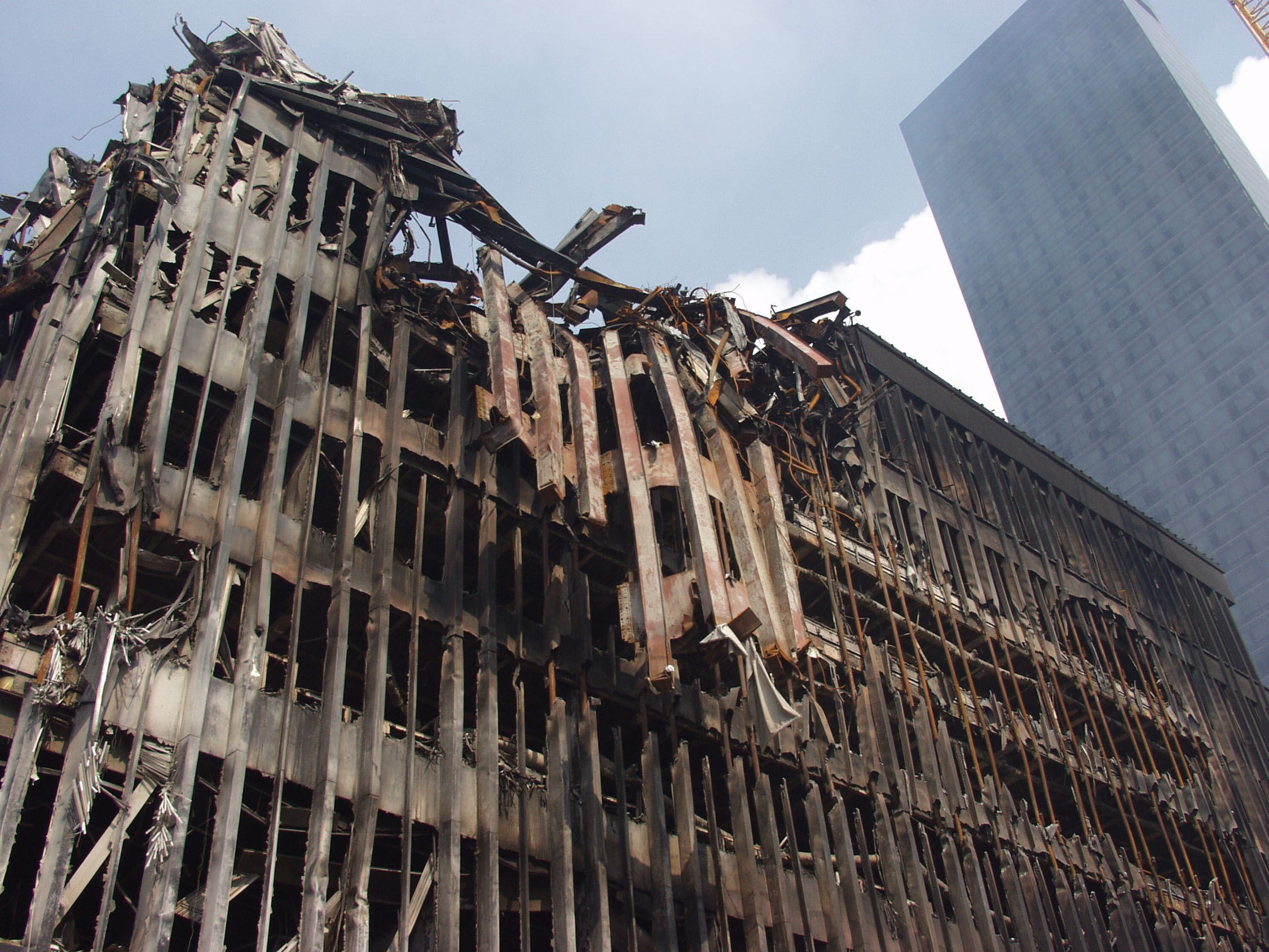
파괴된 5 월드 트레이드 센터의 사진.

초기 1966년 뉴욕에 사무공간을 대량 공급하기 위해 계획되었다. 1966년 뉴욕 항만청은 기존에 있던 건물들을 철거하면서, 1970년 착공하였다. 착공 2년 만인 1972년 완공 및 개장했다. 이후 1993년 2월 26일 폭탄 테러가 발생하여 1994년까지 폐장하였으며 1994년 재개장하였다. 2001년 9월 11일 9시 1 월드 트레이드 센터 건물과 2 월드 트레이드 센터 건물이 붕괴되면서 그 잔해가 덮치면서 내부에 부분 붕괴가 발생하였다.

## 현재
5 월드 트레이드 센터가 있던 자리에는 현재 투 월드 트레이드 센터가 건설 중에 있다. 현재의 5WTC는 그린위치 가에 지상 43층, 226m의 오피스 마천루로 건설중이다.